# Гумппіла
Гумппіла (англ. Humppila) — муніципалітет у Фінляндії. Він розташований у регіоні Тавастія. Населення муніципалітету становить 2,166 (31 грудня 2021),  що робить його найменшим муніципалітетом у власній Тавастії за кількістю населення. Він займає площу 148,61 квадратних кілометрів (57,38 кв. миль), з яких 0,65 км2 (0,25 кв. миль) це вода.  Щільність населення 14,64 жителя на квадратний кілометр (37,9/кв. миль).
Суть свого розвитку муніципалітет завдячує появі залізниці Турку-Тойяла в 1876 році. Сьогодні Humppila залишається зупинкою для поїздів, що використовують цю лінію, а колись закриту залізничну станцію знову відкрито для пасажирів. З 1898 по 1974 рік Гумппіла була відправною точкою вузькоколійної залізниці Йокіойнен, довжиною 22 км лінія до міста Форсса. Сьогодні залишилися 15 км цієї лінії складають музейну залізницю Jokioinen. Через муніципалітет Хумпіла проходять дві важливі транспортні магістралі: шосе 2 (між Віхті та Порі) та шосе 9 (між Турку та Тампере).

## Села
Вітікка, Хухтаа, Гумппіла, Койвісто, Мурто, Тайпале, Веная та Мюллінкулма

## Економіка
Основними роботодавцями в Гумппіла є муніципалітет Humppila, Kenkämaailma (роздрібна торгівля взуттям), Humppilan Osuuspankki (банківська справа), Iittala Group Humppila Glassworks і Maviteknik Oy (машинобудування). Структура зайнятості за торгівлею на кінець 2004 року була такою: економіка сільського та лісового господарства 16,3%, промисловість 22,0%, послуги 58,5%, невідомо 3,2%.

## Транспорт
Гумппіла обслуговується маршрутом Onnibus Гельсінкі—Порі.

## Видатні особистості
- Рісто Джало, хокеїст [ <span title="This claim needs references to reliable sources. (December 2017)">потрібна цитата</span> ]
- Вальдемар Бергрот, політик [ <span title="This claim needs references to reliable sources. (December 2017)">потрібна цитата</span> ]